# Киты
Киты́ (греч. κῆτος — «морское чудовище») — морские млекопитающие из инфраотряда китообразных, не относящиеся ни к дельфинам, ни к морским свиньям. Косатка и гринды имеют слово «кит» в своих неофициальных названиях («кит-убийца»), хотя по строгой таксономии они являются дельфинами. В устаревшей классификации под китами подразумевали гладких китов (лат. Balaenidae).
В старину под словом «кит» иногда подразумевался левиафан.

## Происхождение и виды
Китообразные, в частности киты, имеют самые большие размеры среди животных: синий кит (голубой кит) во взрослом состоянии достигает средней длины тела 25 м (самые крупные — до 33 м) и массы 90—120 т.
Все китообразные, включая китов, дельфинов и морских свиней, являются потомками сухопутных млекопитающих отряда парнокопытных. Согласно молекулярно-генетическим данным, китообразные являются инфраотрядом парнокопытных. Более того, по этим данным бегемоты являются одними из ближайших живых родственников китов; они произошли от общего предка, жившего примерно 54 миллиона лет назад. Киты перешли к водному образу жизни приблизительно 50 миллионов лет назад.
Китообразные делятся на три парвотряда:
- Усатые киты (Mysticeti), отличающиеся усами, фильтрообразной структурой, расположенной на верхней челюсти и состоящей в основном из кератина. Ус применяется для фильтрации планктона из воды, процеживания с помощью гребенчатой структуры рта большого количества воды. Усатые являются наиболее крупным подотрядом китов.
- Зубатые киты (Odontoceti) обладают зубами и охотятся на крупных рыб и кальмаров. Это их основной источник пищи. Замечательной способностью этой группы является возможность ощущать окружающую среду при помощи эхолокации. К зубатым относятся дельфины, морские свиньи и кашалоты, из которых китами называют только последнего (3 вида) и 2 вида дельфинов — косатка и гринда.
- Древние киты (Archaeoceti) — в настоящее время полностью вымершая группа.

## Анатомия
Как и все млекопитающие, киты дышат воздухом при помощи лёгких, являются теплокровными, кормят детёнышей молоком из молочных желёз и обладают волосяным покровом (хотя и довольно редуцированным).
Тело веретенообразное, наподобие обтекаемого тела рыб. Плавники, иногда также называемые ластами, имеют лопастеообразный вид. На конце хвоста расположен плавник из двух горизонтальных лопастей, играющий роль двигателя и стабилизатора, обеспечивая движение вперёд благодаря волнообразным движениям в вертикальной плоскости (в отличие, например, от рыб и водных пресмыкающихся, у которых плоскость движения гребного хвоста горизонтальна).
Для защиты кожи от пагубного действия ультрафиолетовых лучей Солнца у разных групп китообразных выработаны разные защитные приспособления: одни, например синий кит, способны увеличивать содержание в коже поглощающих ультрафиолет пигментов («загорать»); другие, как кашалот, запускают особый «стрессовый ответ», как для защиты от кислородных радикалов; третьи, как финвал, используют оба способа. В холодной воде киты поддерживают температуру своего тела благодаря толстому слою жира под кожей. Этот слой защищает внутренние органы от переохлаждения.
Из-за того что китам, как и дельфинам, необходимо изредка подниматься на поверхность для дыхания, только половина их мозга может спать в определённый момент времени.

## Промысел китов
Промысел китов ведётся начиная с конца первого тысячелетия нашей эры. Целью китобойного промысла была прежде всего добыча ворвани, служившей топливом и ценным промышленным сырьём. Добыча китов ради мяса (китины) стала играть заметную роль лишь со второй половины XX века (китина использовалась, в частности, для изготовления колбасы). Также имел ценность китовый ус, из печени китов получали витамин А, из желёз и мозга — гормональные препараты, в частности инсулин
Интенсивный промысел китов в конце концов привёл к сильному сокращению их численности, и в 1931 году были предприняты первые международные шаги по ограничению его масштабов. В 1982 году был введён мораторий на добычу китообразных. В настоящее время несколькими странами продолжается ограниченный промысел китов, в том числе в научных целях и для обеспечения нужд коренных народов.

## Ценность китов
По данным исследований, дерево в среднем утилизирует 24 кг углекислого газа в год, или 2,4 тонны за 100 лет. Кит же за жизнь способен утилизировать 33 тонны углекислого газа.

## Киты вмифологии
Мифы о китах проникли с востока к грекам и таким образом были внесены в апокрифы. В греческом «Физиологе», где кит называется άσπιδοχελώνη, о нём приводится то же сказание, что и в сборнике арабских сказок «1001 ночь»: «Кит похож на остров; корабельщики пристают к нему и, вбив колья, привязывают к ним корабли; чудовище не трогается; но как только разведут на его хребте огонь, он тотчас уходит в глубину, увлекая с собой обманутых пловцов». Апокрифы под влиянием общераспространённых на Востоке сказаний о Земле, покоящейся на каком-нибудь животном, сделали китов устоями Земли. По «Беседе трёх святителей», Земля плавает поверх великого моря на трёх китах больших и на 30 малых; последние прикрывают собой 30 оконец морских; «емлют те киты десятую часть райского благоухания и от того сыты бывают». В сказании Псевдо-Мефодия Патарского о Ное всемирный потоп объясняется тем, что киты, по повелению Бога, отступили от морских оконец, вследствие чего вода пошла на землю. «Беседа Иерусалимская» и «Голубиная книга» связывают движение кита с кончиной мира. По «Голубиной книге» — «Кит-рыба всем рыбам мати. На Китах-рыбах земля основана; когда Кит-рыба поворотится, тогда белый свет наш покончится».

## Вгеральдике
Изображения китов можно встретить на гербах Колы, Усть-Камчатска и других городов.
- Герб Колы, 1781 (кит в представлении русского художника XVIII века)
- Герб Колы, 2016 (кит в представлении русского художника XVIII века)
- Герб Усть-Камчатска, 1790 (кит в представлении другого русского художника XVIII века)